# Те (Изер)
Те (фр. Theys) — коммуна во Франции, находится в регионе Рона — Альпы. Департамент коммуны — Изер. Входит в состав кантона От-Грезиводан. Округ коммуны — Гренобль.
Код INSEE коммуны — 38504. Население коммуны на 2012 год составляло 1991 человек. Населённый пункт находится на высоте от 320 до 2124 метров над уровнем моря. Муниципалитет расположен на расстоянии около 490 км юго-восточнее Парижа, 105 км юго-восточнее Лиона, 25 км северо-восточнее Гренобля. Мэр коммуны — Режин Мийе, мандат действует на протяжении 2014—2020 гг.
Динамика населения (INSEE):